# Marloes Keetels
Marloes Keetels est une hockeyeuse sur gazon néerlandaise née le 4 mai 1993 à Schijndel. Elle débute en équipe nationale en février 2013 au poste de milieu de terrain (numéro 8) et participe à tous les succès de l'équipe féminine.
Elle remporte la Coupe du monde en 2014. Elle fait partie de l'équipe néerlandaise vice-championne Jeux de Rio en 2016.